# Philonotis yezoana
Philonotis yezoana là một loài rêu trong họ Bartramiaceae. Loài này được Besch. & Cardot mô tả khoa học đầu tiên năm 1909.